# Henri, Duce de Montpensier

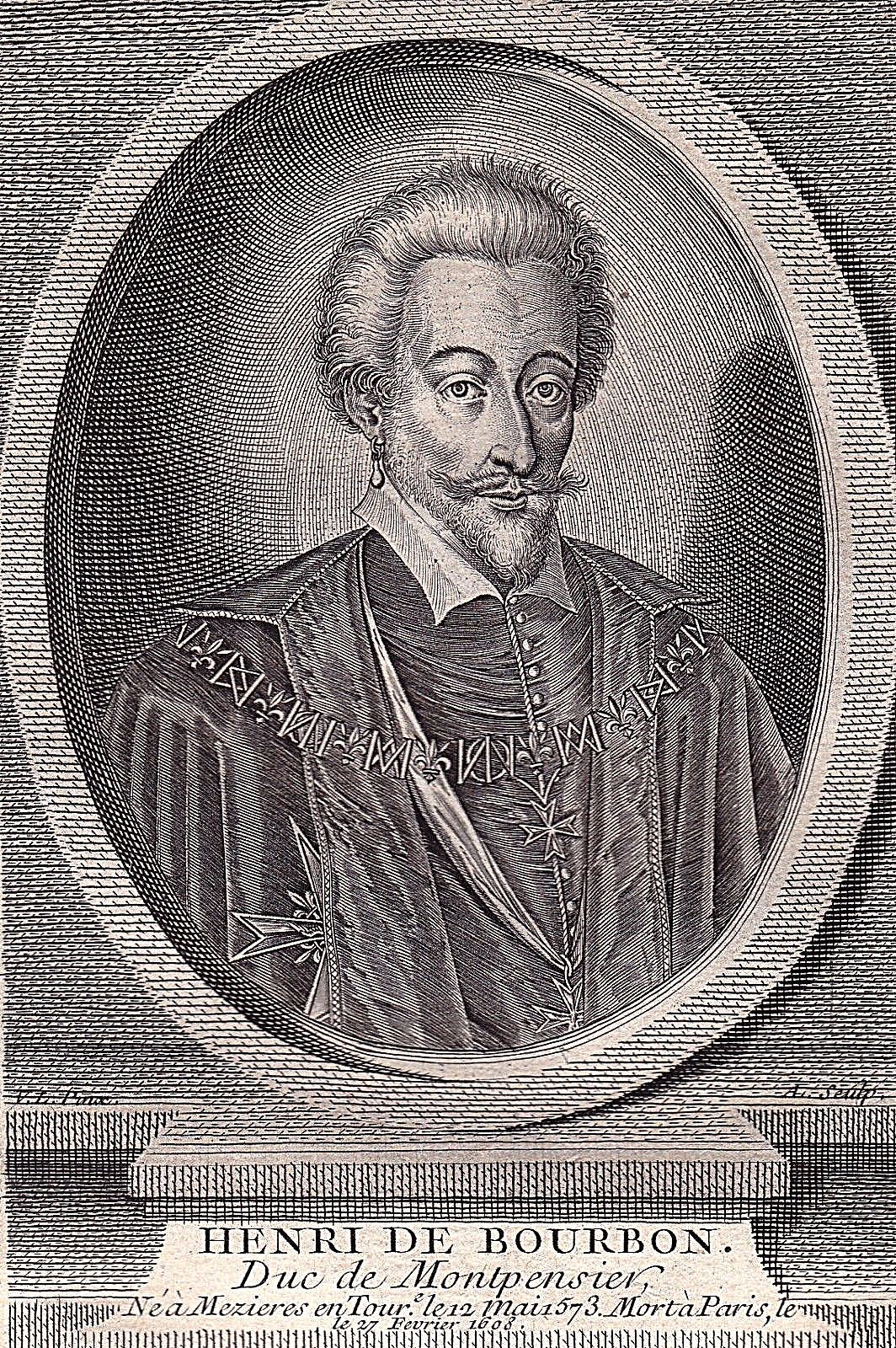
Henri de Montpensier.

Henri de Bourbon, Duce de Montpensier (12 mai 1573 – 27 februarie 1608) a fost Duce de Montpensier, prinț-suveran de Dombes și Lord de Châtellerault.
Henri s-a născut la Mézières, ca fiu al lui François de Bourbon, Duce de Montpensier și a soției acestuia, Renée d'Anjou, marchiză de Mézières.
La 15 mai 1597, Henri s-a căsătorit cu Henriette Catherine, fiica lui Henri de Joyeuse și a Caterinei de Nogaret. Ei au avut un singur copil:
- Marie de Bourbon, Ducesă de Montpensier (15 octombrie 1605 – 4 iunie 1627); s-a căsătorit cu Gaston, Duce de Orléans și a fost mama La Grande Mademoiselle.